# Liste der Nummer-eins-Hits in Australien (1996)
Diese Liste enthält alle Nummer-eins-Hits in Australien im Jahr 1996. Grundlage sind die Top 50 der australischen Charts der ARIA. Es gab in diesem Jahr 12 Nummer-eins-Singles und 17 Nummer-eins-Alben.

## Singles
| ← 1995 ← | Liste der Nummer-eins-Hits in Australien | Liste der Nummer-eins-Hits in Australien | Liste der Nummer-eins-Hits in Australien | 1997 →                    |
| \| Zeitraum \| Wo. ges. \| Interpret \| Titel Autor(en) \| Zusätzliche Informationen \| \| (Zeitraum, Wochen auf Platz eins, Interpret, Titel, Autor[en], zusätzliche Informationen) \| \| \| \| \| \| ----------------------------------------------------------------------------------------- \| -------- \| ------------------ \| --------------------------------------------------------------------------------------------------------------------------------------------------------------------------------- \| ------------------------- \| \| 21. Oktober 1995 – 19. Januar 1996 13 Wochen \| 13 \| Coolio feat. L. V. \| Gangsta’s Paradise Stevie Wonder, Artis L. Ivey Jr., Douglas B. Rasheed, Larry James Sanders \| – \| \| 20. Januar 1996 – 2. Februar 1996 2 Wochen \| 2 \| George Michael \| Jesus to a Child George Michael, Andrew J. Ridgeley \| – \| \| 3. Februar 1996 – 9. Februar 1996 1 Woche (insgesamt 5) \| 5 \| Shaggy \| Boombastic Orville Burrell, Robert McDonald Livingston, King Floyd III \| – \| \| 10. Februar 1996 – 16. Februar 1996 1 Woche \| 1 \| Oasis \| Wonderwall Noel Thomas Gallagher \| – \| \| 17. Februar 1996 – 15. März 1996 4 Wochen (insgesamt 5) \| 5 \| Shaggy \| Boombastic Orville Burrell, Robert McDonald Livingston, King Floyd III \| – \| \| 16. März 1996 – 12. April 1996 4 Wochen \| 4 \| Joan Osborne \| One of Us Eric M. Bazilian \| – \| \| 13. April 1996 – 17. Mai 1996 5 Wochen \| 5 \| OMC \| How Bizarre Paul Lawrence L. Fuemana, Alan Leo Jansson \| – \| \| 18. Mai 1996 – 31. Mai 1996 2 Wochen (insgesamt 4) \| 4 \| George Michael \| Fastlove Patrice L. Rushen, Fred Douglas Washington Jr. George Michael, Theresa G. McFaddin \| – \| \| 1. Juni 1996 – 7. Juni 1996 1 Woche \| 1 \| Metallica \| Until It Sleeps James Alan Hetfield, Lars Ulrich \| – \| \| 8. Juni 1996 – 21. Juni 1996 2 Wochen (insgesamt 4) \| 4 \| George Michael \| Fastlove Patrice L. Rushen, Fred Douglas Washington Jr. George Michael, Theresa G. McFaddin \| – \| \| 22. Juni 1996 – 9. August 1996 7 Wochen \| 7 \| The Fugees \| Killing Me Softly Musik: Charles Fox; Text: Norman Gimbel \| – \| \| 10. August 1996 – 30. August 1996 3 Wochen \| 3 \| Céline Dion \| Because You Loved Me / The Power of the Dream Diane Eve Warren / Kenneth B. Edmonds, David Walter Foster, Linda Thompson-Jenner \| – \| \| 31. August 1996 – 1. November 1996 9 Wochen \| 9 \| Los del Río \| Macarena Antonio Romero Monge, Rafael Ruiz Perdigones \| – \| \| 2. November 1996 – 18. Januar 1997 11 Wochen \| 11 \| Spice Girls \| Wannabe Matthew Paul Rowbottom, Richard Frederick Stannard, Melanie Janine Brown, Victoria Caroline Beckham, Geraldine Estelle Halliwell, Emma Lee Bunton, Melanie Jayne Chisholm \| – \| |                                          |                                          | |                           |
| ← 1995 |                                          |                                          | | → 1997 →                  |
| Zeitraum | Wo. ges.                                 | Interpret                                | Titel Autor(en) | Zusätzliche Informationen |
| (Zeitraum, Wochen auf Platz eins, Interpret, Titel, Autor[en], zusätzliche Informationen) |                                          |                                          | |                           |
| 21. Oktober 1995 – 19. Januar 1996 13 Wochen | 13                                       | Coolio feat. L. V.                       | Gangsta’s Paradise Stevie Wonder, Artis L. Ivey Jr., Douglas B. Rasheed, Larry James Sanders                                                                                      | –                         |
| 20. Januar 1996 – 2. Februar 1996 2 Wochen | 2                                        | George Michael                           | Jesus to a Child George Michael, Andrew J. Ridgeley | –                         |
| 3. Februar 1996 – 9. Februar 1996 1 Woche (insgesamt 5) | 5                                        | Shaggy                                   | Boombastic Orville Burrell, Robert McDonald Livingston, King Floyd III | –                         |
| 10. Februar 1996 – 16. Februar 1996 1 Woche | 1                                        | Oasis                                    | Wonderwall Noel Thomas Gallagher | –                         |
| 17. Februar 1996 – 15. März 1996 4 Wochen (insgesamt 5) | 5                                        | Shaggy                                   | Boombastic Orville Burrell, Robert McDonald Livingston, King Floyd III | –                         |
| 16. März 1996 – 12. April 1996 4 Wochen | 4                                        | Joan Osborne                             | One of Us Eric M. Bazilian | –                         |
| 13. April 1996 – 17. Mai 1996 5 Wochen | 5                                        | OMC                                      | How Bizarre Paul Lawrence L. Fuemana, Alan Leo Jansson | –                         |
| 18. Mai 1996 – 31. Mai 1996 2 Wochen (insgesamt 4) | 4                                        | George Michael                           | Fastlove Patrice L. Rushen, Fred Douglas Washington Jr. George Michael, Theresa G. McFaddin                                                                                       | –                         |
| 1. Juni 1996 – 7. Juni 1996 1 Woche | 1                                        | Metallica                                | Until It Sleeps James Alan Hetfield, Lars Ulrich | –                         |
| 8. Juni 1996 – 21. Juni 1996 2 Wochen (insgesamt 4) | 4                                        | George Michael                           | Fastlove Patrice L. Rushen, Fred Douglas Washington Jr. George Michael, Theresa G. McFaddin                                                                                       | –                         |
| 22. Juni 1996 – 9. August 1996 7 Wochen | 7                                        | The Fugees                               | Killing Me Softly Musik: Charles Fox; Text: Norman Gimbel | –                         |
| 10. August 1996 – 30. August 1996 3 Wochen | 3                                        | Céline Dion                              | Because You Loved Me / The Power of the Dream Diane Eve Warren / Kenneth B. Edmonds, David Walter Foster, Linda Thompson-Jenner                                                   | –                         |
| 31. August 1996 – 1. November 1996 9 Wochen | 9                                        | Los del Río                              | Macarena Antonio Romero Monge, Rafael Ruiz Perdigones | –                         |
| 2. November 1996 – 18. Januar 1997 11 Wochen | 11                                       | Spice Girls                              | Wannabe Matthew Paul Rowbottom, Richard Frederick Stannard, Melanie Janine Brown, Victoria Caroline Beckham, Geraldine Estelle Halliwell, Emma Lee Bunton, Melanie Jayne Chisholm | –                         |

## Alben
| ← 1995 ← | Liste der Nummer-eins-Hits in Australien | Liste der Nummer-eins-Hits in Australien | Liste der Nummer-eins-Hits in Australien  | 1997 →                    |
| \| Zeitraum \| Wo. ges. \| Interpret \| Titel \| Zusätzliche Informationen \| \| (Zeitraum, Wochen auf Platz eins, Interpret, Titel, zusätzliche Informationen) \| \| \| \| \| \| ------------------------------------------------------------------------------ \| -------- \| ----------------- \| ----------------------------------------- \| ------------------------- \| \| 17. Dezember 1995 – 13. Januar 1996 4 Wochen \| 4 \| Enya \| The Memory of Trees \| – \| \| 14. Januar 1996 – 3. Februar 1996 3 Wochen \| 3 \| Live \| Throwing Copper \| – \| \| 4. Februar 1996 – 9. März 1996 5 Wochen \| 5 \| Oasis \| (What’s the Story) Morning Glory? \| – \| \| 10. März 1996 – 23. März 1996 2 Wochen (insgesamt 10) \| 10 \| Alanis Morissette \| Jagged Little Pill \| – \| \| 24. März 1996 – 30. März 1996 1 Woche (insgesamt 4) \| 4 \| Céline Dion \| Falling into You \| – \| \| 31. März 1996 – 11. Mai 1996 6 Wochen (insgesamt 10) \| 10 \| Alanis Morissette \| Jagged Little Pill \| – \| \| 12. Mai 1996 – 18. Mai 1996 1 Woche \| 1 \| The Cranberries \| To the Faithful Departed \| – \| \| 19. Mai 1996 – 25. Mai 1996 1 Woche (insgesamt 10) \| 10 \| Alanis Morissette \| Jagged Little Pill \| – \| \| 26. Mai 1996 – 1. Juni 1996 1 Woche \| 1 \| George Michael \| Older \| – \| \| 2. Juni 1996 – 8. Juni 1996 1 Woche \| 1 \| Soundgarden \| Down on the Upside \| – \| \| 9. Juni 1996 – 16. Juni 1996 2 Wochen (insgesamt 10) \| 10 \| Alanis Morissette \| Jagged Little Pill \| – \| \| 17. Juni 1996 – 29. Juni 1996 1 Woche \| 1 \| Metallica \| Load \| – \| \| 30. Juni 1996 – 6. Juli 1996 1 Woche (insgesamt 4) \| 4 \| Céline Dion \| Falling into You \| – \| \| 7. Juli 1996 – 13. Juli 1996 1 Woche \| 1 \| You Am I \| Hourly, Daily \| – \| \| 14. Juli 1996 – 20. Juli 1996 1 Woche (insgesamt 4) \| 4 \| Céline Dion \| Falling into You \| – \| \| 21. Juli 1996 – 17. August 1996 4 Wochen (insgesamt 10) \| 10 \| Crowded House \| Hourly, Daily \| – \| \| 18. August 1996 – 24. August 1996 1 Woche (insgesamt 4) \| 4 \| Céline Dion \| Falling into You \| – \| \| 25. August 1996 – 31. August 1996 1 Woche (insgesamt 3) \| 3 \| The Corrs \| Forgiven, Not Forgotten \| – \| \| 1. September 1996 – 14. September 1996 2 Wochen \| 2 \| Pearl Jam \| No Code \| – \| \| 15. September 1996 – 21. September 1996 1 Woche (insgesamt 3) \| 3 \| The Corrs \| Forgiven, Not Forgotten \| – \| \| 22. September 1996 – 28. September 1996 1 Woche \| 1 \| R.E.M. \| New Adventures in Hi-Fi \| – \| \| 29. September 1996 – 5. Oktober 1996 1 Woche (insgesamt 3) \| 3 \| The Corrs \| Forgiven, Not Forgotten \| – \| \| 6. Oktober 1996 – 12. Oktober 1996 1 Woche (insgesamt 6) \| 6 \| Toni Childs \| The Very Best of Toni Childs \| – \| \| 13. Oktober 1996 – 20. Oktober 1996 2 Wochen \| 2 \| Nirvana \| From the Muddy Banks of the Wishkah \| – \| \| 21. Oktober 1996 – 26. Oktober 1996 1 Woche (insgesamt 6) \| 6 \| Toni Childs \| The Very Best of Toni Childs \| – \| \| 27. Oktober 1996 – 2. November 1996 1 Woche \| 1 \| Jimmy Barnes \| Hits \| – \| \| 3. November 1996 – 30. November 1996 4 Wochen (insgesamt 6) \| 6 \| Toni Childs \| The Very Best of Toni Childs \| – \| \| 1. Dezember 1996 – 7. Dezember 1996 1 Woche (insgesamt 3) \| 3 \| Michael Jackson \| HIStory – Past, Present and Future Book I \| – \| \| 8. Dezember 1996 – 18. Januar 1997 6 Wochen (insgesamt 10) \| 10 \| Crowded House \| Hourly, Daily \| – \| |                                          |                                          |                                           |                           |
| ← 1995 |                                          |                                          |                                           | → 1997 →                  |
| Zeitraum | Wo. ges.                                 | Interpret                                | Titel                                     | Zusätzliche Informationen |
| (Zeitraum, Wochen auf Platz eins, Interpret, Titel, zusätzliche Informationen) |                                          |                                          |                                           |                           |
| 17. Dezember 1995 – 13. Januar 1996 4 Wochen | 4                                        | Enya                                     | The Memory of Trees                       | –                         |
| 14. Januar 1996 – 3. Februar 1996 3 Wochen | 3                                        | Live                                     | Throwing Copper                           | –                         |
| 4. Februar 1996 – 9. März 1996 5 Wochen | 5                                        | Oasis                                    | (What’s the Story) Morning Glory?         | –                         |
| 10. März 1996 – 23. März 1996 2 Wochen (insgesamt 10) | 10                                       | Alanis Morissette                        | Jagged Little Pill                        | –                         |
| 24. März 1996 – 30. März 1996 1 Woche (insgesamt 4) | 4                                        | Céline Dion                              | Falling into You                          | –                         |
| 31. März 1996 – 11. Mai 1996 6 Wochen (insgesamt 10) | 10                                       | Alanis Morissette                        | Jagged Little Pill                        | –                         |
| 12. Mai 1996 – 18. Mai 1996 1 Woche | 1                                        | The Cranberries                          | To the Faithful Departed                  | –                         |
| 19. Mai 1996 – 25. Mai 1996 1 Woche (insgesamt 10) | 10                                       | Alanis Morissette                        | Jagged Little Pill                        | –                         |
| 26. Mai 1996 – 1. Juni 1996 1 Woche | 1                                        | George Michael                           | Older                                     | –                         |
| 2. Juni 1996 – 8. Juni 1996 1 Woche | 1                                        | Soundgarden                              | Down on the Upside                        | –                         |
| 9. Juni 1996 – 16. Juni 1996 2 Wochen (insgesamt 10) | 10                                       | Alanis Morissette                        | Jagged Little Pill                        | –                         |
| 17. Juni 1996 – 29. Juni 1996 1 Woche | 1                                        | Metallica                                | Load                                      | –                         |
| 30. Juni 1996 – 6. Juli 1996 1 Woche (insgesamt 4) | 4                                        | Céline Dion                              | Falling into You                          | –                         |
| 7. Juli 1996 – 13. Juli 1996 1 Woche | 1                                        | You Am I                                 | Hourly, Daily                             | –                         |
| 14. Juli 1996 – 20. Juli 1996 1 Woche (insgesamt 4) | 4                                        | Céline Dion                              | Falling into You                          | –                         |
| 21. Juli 1996 – 17. August 1996 4 Wochen (insgesamt 10) | 10                                       | Crowded House                            | Hourly, Daily                             | –                         |
| 18. August 1996 – 24. August 1996 1 Woche (insgesamt 4) | 4                                        | Céline Dion                              | Falling into You                          | –                         |
| 25. August 1996 – 31. August 1996 1 Woche (insgesamt 3) | 3                                        | The Corrs                                | Forgiven, Not Forgotten                   | –                         |
| 1. September 1996 – 14. September 1996 2 Wochen | 2                                        | Pearl Jam                                | No Code                                   | –                         |
| 15. September 1996 – 21. September 1996 1 Woche (insgesamt 3) | 3                                        | The Corrs                                | Forgiven, Not Forgotten                   | –                         |
| 22. September 1996 – 28. September 1996 1 Woche | 1                                        | R.E.M.                                   | New Adventures in Hi-Fi                   | –                         |
| 29. September 1996 – 5. Oktober 1996 1 Woche (insgesamt 3) | 3                                        | The Corrs                                | Forgiven, Not Forgotten                   | –                         |
| 6. Oktober 1996 – 12. Oktober 1996 1 Woche (insgesamt 6) | 6                                        | Toni Childs                              | The Very Best of Toni Childs              | –                         |
| 13. Oktober 1996 – 20. Oktober 1996 2 Wochen | 2                                        | Nirvana                                  | From the Muddy Banks of the Wishkah       | –                         |
| 21. Oktober 1996 – 26. Oktober 1996 1 Woche (insgesamt 6) | 6                                        | Toni Childs                              | The Very Best of Toni Childs              | –                         |
| 27. Oktober 1996 – 2. November 1996 1 Woche | 1                                        | Jimmy Barnes                             | Hits                                      | –                         |
| 3. November 1996 – 30. November 1996 4 Wochen (insgesamt 6) | 6                                        | Toni Childs                              | The Very Best of Toni Childs              | –                         |
| 1. Dezember 1996 – 7. Dezember 1996 1 Woche (insgesamt 3) | 3                                        | Michael Jackson                          | HIStory – Past, Present and Future Book I | –                         |
| 8. Dezember 1996 – 18. Januar 1997 6 Wochen (insgesamt 10) | 10                                       | Crowded House                            | Hourly, Daily                             | –                         |

## Jahreshitparaden
| ← 1995 ← | Liste der Nummer-eins-Hits in Australien | Liste der Nummer-eins-Hits in Australien                       | Liste der Nummer-eins-Hits in Australien | 1997 →   |
| \| Singles \| Position# \| Alben \| \| --------------------------------------------------------------------------------------------------------------------------------------------------------------------------------------------- \| --------- \| -------------------------------------------------------------- \| \| Macarena Los del Río Antonio Romero Monge, Rafael Ruiz Perdigones \| 1 \| Jagged Little Pill Alanis Morissette \| \| Killing Me Softly The Fugees Musik: Charles Fox; Text: Norman Gimbel \| 2 \| Falling into You Céline Dion \| \| Because You Loved Me / The Power of the Dream Céline Dion Diane Eve Warren / Kenny B. Edmonds, David W. Foster, Linda Thompson Jenner \| 3 \| Forgiven, Not Forgotten The Corrs \| \| How Bizarre OMC Paul Lawrence L. Fuemana, Alan Leo Jansson \| 4 \| (What’s the Story) Morning Glory? Oasis \| \| Wannabe Spice Girls Matthew Paul Rowbottom, Richard Frederick Stannard, Melanie Janine Brown, Victoria Caroline Beckham, Geraldine Estelle Halliwell, Emma Lee Bunton, Melanie Jayne Chisholm \| 5 \| The Very Best of Toni Childs Toni Childs \| \| One of Us Joan Osborne Eric M. Bazilian \| 6 \| Recurring Dream – The Very Best of Crowded House Crowded House \| \| Missing (The Remix EP) Everything but the Girl Ben Watt, Tracey Anne Thorn \| 7 \| The Presidents of the United States of America \| \| Return of the Mack Mark Morrison \| 8 \| Throwing Copper Live \| \| What’s Love Got to Do with It Warren G Terry Britten, Graham Hamilton Lyle \| 9 \| Daydream Mariah Carey \| \| You’re Making Me High Toni Braxton Kenneth B. Edmonds, Brice P. Wilson, Toni Braxton \| 10 \| Romeo’s Heart John Farnham \| |                                          |                                                                |                                          |          |
| ← 1995 |                                          |                                                                |                                          | → 1997 → |
| Singles | Position#                                | Alben                                                          |                                          |          |
| Macarena Los del Río Antonio Romero Monge, Rafael Ruiz Perdigones | 1                                        | Jagged Little Pill Alanis Morissette                           |                                          |          |
| Killing Me Softly The Fugees Musik: Charles Fox; Text: Norman Gimbel | 2                                        | Falling into You Céline Dion                                   |                                          |          |
| Because You Loved Me / The Power of the Dream Céline Dion Diane Eve Warren / Kenny B. Edmonds, David W. Foster, Linda Thompson Jenner | 3                                        | Forgiven, Not Forgotten The Corrs                              |                                          |          |
| How Bizarre OMC Paul Lawrence L. Fuemana, Alan Leo Jansson | 4                                        | (What’s the Story) Morning Glory? Oasis                        |                                          |          |
| Wannabe Spice Girls Matthew Paul Rowbottom, Richard Frederick Stannard, Melanie Janine Brown, Victoria Caroline Beckham, Geraldine Estelle Halliwell, Emma Lee Bunton, Melanie Jayne Chisholm | 5                                        | The Very Best of Toni Childs Toni Childs                       |                                          |          |
| One of Us Joan Osborne Eric M. Bazilian | 6                                        | Recurring Dream – The Very Best of Crowded House Crowded House |                                          |          |
| Missing (The Remix EP) Everything but the Girl Ben Watt, Tracey Anne Thorn | 7                                        | The Presidents of the United States of America                 |                                          |          |
| Return of the Mack Mark Morrison | 8                                        | Throwing Copper Live                                           |                                          |          |
| What’s Love Got to Do with It Warren G Terry Britten, Graham Hamilton Lyle | 9                                        | Daydream Mariah Carey                                          |                                          |          |
| You’re Making Me High Toni Braxton Kenneth B. Edmonds, Brice P. Wilson, Toni Braxton | 10                                       | Romeo’s Heart John Farnham                                     |                                          |          |